# Bouhanifia (distrito)
Bouhanifia é um distrito localizado na província de Mascara, Argélia. Sua capital é a cidade de Bou Hanifia. A população total do distrito era de 31 561 habitantes, em 2008.[carece de fontes?]

## Comunas
O distrito é composto por três comunas:
- Bou Hanifia
- El Guettana
- Hacine